# Boronia floribunda
Boronia floribunda är en vinruteväxtart som beskrevs av Franz e Wilhelm Sieber och Spreng.. Boronia floribunda ingår i släktet Boronia och familjen vinruteväxter. Inga underarter finns listade i Catalogue of Life.